# Иван V
Иван V Алексеевич (на руски: Иван V Алексеевич) е цар на Русия (1682 – 1696) едновременно с по-малкия си брат Петър I. Той не взема реално участие в управлението, което се осъществява първоначално от сестра му София Алексеевна, а след това от Петър I.

## Биография
Иван Алексеевич е единадесетото дете на цар Алексей Романов от първата му съпруга Мария Милославская. След смъртта на по-големия му брат, цар Фьодор III, роднините на втората съпруга на баща му Наталия Наришкина обявяват, че Иван е неспособен да управлява, поради своите физически и умствени недъзи. Те се опитват да поставят на трона по-малкия му брат и син на Наришкина Петър Алексеевич. На това се противопоставя фамилията Милославски, като споровете предизвикват безредици в Москва.
В резултат на компромис между двете страни, Иван и Петър са коронясани едновременно за царе (двоецарственники). Това е единствен случай в историята на Русия, като за целта е изготвен специален двоен трон. Тъй като Иван действително има здравословни проблеми, а Петър е малолетен, техен регент става по-голямата им сестра София Алексеевна. През 1689 тя прави опит да организира нови бунтове и да отстрани Петър, но Иван застава на негова страна и София е отстранена от властта.
През 1684 г. Иван Алексеевич се жени за Прасковя Салтикова и двамата имат 5 дъщери. От тях две достигат зряла възраст – Анна, императрица на Русия, и Екатерина Ивановна, която се жени за херцога на Мекленбург-Шверин Карл Леополд и става баба на бъдещия император Иван VI.